# Budeč (ort i Tjeckien, Vysočina)
Budeč är en ort i Tjeckien.   Den ligger i regionen Vysočina, i den centrala delen av landet, 120 km sydost om huvudstaden Prag. Budeč ligger 589 meter över havet och antalet invånare är 177.
Terrängen runt Budeč är platt. Runt Budeč är det ganska glesbefolkat, med 39 invånare per kvadratkilometer. Närmaste större samhälle är Žďár nad Sázavou, 3,5 km nordost om Budeč. Omgivningarna runt Budeč är en mosaik av jordbruksmark och naturlig växtlighet.